# Contra (альбом «Калинова моста»)
«Contra» — двенадцатый студийный альбом российской рок-группы «Калинов мост», издан в 2013 году.

## Об альбоме
Материал для Contra создавался несколько лет.
Дмитрий Ревякин об альбоме: 

У «Калинова моста» так заведено, что каждый новый альбом не должен походить на предыдущий. Вот прошлогодний, «Золотое толокно» — это больше гитарный арт-рок, и конечно он более, боюсь этих слов, философский, мировоззренческий, внутренний. А «Contra» — жёсткий, урбанистический альбом, там много современных терминов, чтобы усилить воздействие — правда, не знаю, на кого. Может, на самого себя.

Презентация альбома состоялась 22 ноября 2013 года в Москве в клубе Театръ.

## Список композиций
Слова и музыка всех песен — написаны Дмитрием Ревякиным.
| №   | Название       | Длительность |
| --- | -------------- | ------------ |
| 1.  | «Контроль»     | 3:12         |
| 2.  | «Дети полей»   | 4:09         |
| 3.  | «Ярга Лада»    | 3:48         |
| 4.  | «Станичники»   | 4:07         |
| 5.  | «Солнце умрет» | 10:33        |
| 6.  | «Тает»         | 4:19         |
| 7.  | «Камни»        | 6:32         |
| 8.  | «Приказ N15»   | 5:08         |
| 9.  | «Рождество»    | 7:47         |
| 10. | «Тень»         | 5:30         |
| 11. | «Звенья»       | 7:06         |
| 12. | «Фитилёк»      | 3:55         |

## Над альбомом работали
- Дмитрий Ревякин — вокал, акустическая гитара
- Виктор Чаплыгин — барабаны, перкуссия
- Андрей Баслык — бас-гитара
- Константин Ковачев — соло- и лидер гитара, гусли, лютня